# Матриархат
Матриарха́т (от греч. μήτηρ, μάτηρ «мать» + ἀρχή «господство, начало, власть»; букв. «власть матери»), также гинекокра́тия (от греч. γῠνή «женщина» + κράτος «власть») — гипотетическая форма общества или социальной организации, в которой лидирующая роль принадлежит женщинам, в особенности матерям семейств этого общества. В современной науке превалирует точка зрения, что чисто матриархальных обществ никогда не существовало.

## Теория матриархата
Матриархатом иногда также называют форму власти, при которой высший орган власти сформирован исключительно из женщин или при доминировании женщин.
Появление гипотезы об эпохе власти женщин связано с именами таких исследователей XVIII и XIX веков, как Ж.-Ф. Лафито, И. Я. Бахофен и Л. Г. Морган. В советской исторической науке, археологии, этнографии и антропологии существование матриархата долгое время ставилось под сомнение, однако поздние исследования подтвердили версию о существовании матрицентрированного общества на ранних этапах эры земледелия на Древнем Востоке. В. Н. Дьяков доказывал существование матриархата у всех древних народов.
Согласно трудам многих специалистов, в истории не существовало ни одного достоверно известного по каким-либо надежным источникам матриархального общества.
Даже противники теории существования матриархата как этапа развития социума признают, что в реальности некоторый рост общественного статуса женщин нередко наблюдался на начальном этапе развития культуры земледелия; считается, что неправомерно идентифицировать такой рост со «становлением матриархата». По мнению некоторых исследователей, мотыжное, «огородническое» земледелие произошло от собирательства — типично «женского» занятия в отличие от «мужской» охоты. С увеличением роли земледелия в хозяйственной жизни людей увеличилась и роль женщин в обществе. Впоследствии, по мере механизации земледелия и скотоводства, социальная роль женщин упала.

## Матрицентрические общества
Современной науке известны общества, содержащие в себе многие признаки матрицентричного порядка.
Общества могут быть признаны матрицентричными по некоторым признакам, таким как: матрилинейность, матрилокальность и авункулат (такое устройство семейной иерархии, при котором роль главы семейства берет на себя дядя по материнской линии). Иногда в качестве признаков матрилинейных обществ рассматриваются групповой брак, гостевой брак и даже полиандрия. В матрилокальных обществах мужчины живут в семье матери вместе со своими сёстрами по материнской линии и их детьми. Родственниками считаются только единоутробные братья и сестры, собственность семейная.
Встречаются матрилокальные общины численностью иногда приблизительно в 200—300 человек близких родственников по женской линии. Такую общину возглавляет старшая женщина — матриарх, — иногда её брат. Внутри семейно-родовой группы существуют много мелких семей, состоящих из женщины-матери и её детей и внуков. Из этих семей и складывался материнский род, который коллективно владеет общинной землёй. Прочее же имущество является собственностью женщин, и передается от матери дочерям. Обычно в своем роду запрещалось заключать браки, во избежание кровосмешения. И потому обычно такой материнский род состоял в тесных связях с другим родом, с которым обменивался женихами и невестами (так называемая дуальная экзогамия). Иногда дуальная экзогамия перерастает во фратриальный порядок (родовой общности нескольких племен).
Некоторые племена делились на две половины, в одной живут мужчины, а в другой женщины, каждая половина живёт автономно и относительно далеко друг от друга и имеет своего лидера. В матриархальных обществах, где религиозную картину мира формирует матрицентричная религия, отмечается наличие развитого пантеона женских божеств, а также наличие во главе пантеона богов верховного женского божества, олицетворяющего великую Богиню-мать. Примером может служить одно из древнейших направлений индуизма шактизм. По мере вытеснения матриархата патриархатом, женский пантеон богов заменяется мужским. Богини утрачивают свою культово-религиозное значение, они становятся второстепенными персонажами религиозной мифологии. А трон верховного божества вместо Богини-матери занимает Бог-отец.
По мнению исследовательницы гендера Heide Goettner-Abendroth, матриархальные социумы повсеместно встречались в разное время в разных частях света, у различных народов, населяющих Азию, Африку, Европу, Северную и Южную Америку.
В настоящее время общества с относительным доминированием женщин-матерей в некоторых сферах общественной жизни сохранились лишь в некоторых районах Тибета, южной части Алтая, Южной и Юго-Восточной Азии (например, народ ранатхари, проживающий в Индии и Непале, минангкабау, кхаси и гаро) и Африки (ашанти, йоруба и другие), где наряду с относительно высоким женским статусом типична также и полиандрия, а также матриархальный уклад сохранился у некоторых народов Микронезии.
Некоторые черты матриархата сохранились в обычаях североафриканской народности туареги, где по-прежнему присутствует матрилинейность и часто матрилокальность, а также наличествует высокая роль женщины в социальной жизни племени. У туарегов в настоящее время также существует различие между мужским и женским письмом. Если мужчины пользуются арабским шрифтом, то среди женщин преимущественно распространено письмо тифинаг, которое восходит ещё к домусульманскому периоду. Итальянский исследователь Аттилио Гаудио считает его близким древнеливийскому письму. Также существует у туарегов понятие «Асри» — это абсолютная свобода нравов у всех незамужних женщин туарегов, независимо от того, были ли они замужем, разведены или вдовы. Чем больше у женщины любовников, тем выше её репутация. У туарегов существует обычай, который обязывает мужа не принуждать свою жену силой. Если она отказывает ему во взаимности, он отправляет её к родителям.
Мария Гимбутас, американский археолог, описывает матрицентрированное общество, тесно связанное с культом Богини-Матери, в неолитической Европе, используя термин матристическое, объясняя этот термин как «абсолютная власть женщины в семье» (над мужчиной и детьми).
Согласно же трудам Хайде Гёттнер-Абендрот понятие матриархата имеет более широкое значение: Гёттнер-Абендрот даже представила свою книгу «Modern Matriarchal Studies» как «исследование обществ, существующих вне принципов патриархата», определяя «матриархальные» общества как общества где доминирование мужчин по половому признаку является минимальным или же отсутствует вовсе.
Эти исследования подтверждают археологические раскопки на острове Суматра (Индонезия), изучение истории народа минангкабау, сохранившего традиции материнско-родового строя. Существует мнение, что матриархат отражает низкий уровень развития общества, в то время как патриархат является более прогрессивной формой устройства общественной жизни. Но и многие современные патриархально ориентированные племена продолжают жить при традиционных порядках. Главенство мужчин в обществе не определяет способности этого общества к культурному, научному или техническому прогрессу.
Известно, что ещё в XIII веке в западной части Суматры существовало феодальное матриархальное государство Минангкабау. Материнско-родовая структура у минангкабау очень сложна и многоступенчата. Важнейшая социальная единица — это большая материнская семья «сапаруи», что означает «плоды одного чрева». Её ядро составляют родственники по женской линии, которые происходят от одной прабабки, живут в одном доме и имеют все права на имущество. Пришлая часть — это мужья женщин большой семьи; они принимают определённое участие в жизни сапаруи, где живут, но не имеют права на имущество этой большой семьи. При разводе всё имущество, а также дети остаются в клане жены, а мужчина возвращается в клан матери. Фактически абсолютной собственностью на землю и имущество у минангкабу обладают только женщины.
Горная народность мосо, входящая в группу народов наси и говорящая на языке тибето-бирманской языковой семьи, проживает в южнокитайских провинциях Юньнань и Сычуань. Некоторые исследователи описывают мосо как матриархальное общество. Мужчины мосо, помимо воспроизводства населения, отвечают за религиозные, магические и погребальные ритуалы, молятся о благополучии семьи. При этом мужчина всю жизнь живёт в семье своей матери с братьями и сёстрами, посещая понравившуюся ему женщину в её доме. Воспитанием детей активно занимаются братья матери. Семьи мосо часто многодетные. При этом, хотя женщинам мосо принадлежит приоритет в решении экономических вопросов, политическая власть остается в руках мужчин.

## Матриархат в истории и мифологии
К наиболее древним литературным источникам, свидетельствующим о существовании матриархальных обществ, можно отнести древнегреческие мифы об амазонках. До недавнего времени считалось, что сказания об амазонках, как об обществе воинственных женщин, живущих без мужей, воспитывавших дочерей в воинском духе, подчиняющихся строгой иерархии и дисциплине, являются выдумкой античных авторов. Однако последние раскопки на юге России подтвердили предположение, что миф об амазонках мог быть основан на исторических фактах. Были найдены курганные захоронения знатных женщин, в могилу которых было положено драгоценное оружие, мечи, луки и стрелы. Что свидетельствовало о том, что эти женщины при жизни занимались военным ремеслом.
В 1998 году в Острогожском районе Воронежской области было открыто уже шесть могил амазонок. Об этом сообщает газета МК от 11.11.1998 г. : «Как установили специалисты института, это были женщины 20—25 лет (средняя продолжительность жизни человека в то время составляла 30—40 лет), среднего роста и современного телосложения. В их могилах помимо оружия нашли золотые серьги, детали веретена, костяной гребень с изображением гепарда и практически в каждой гробнице — бронзовое или серебряное зеркало».
Судя по деформации бедренных костей, эти женщины много скакали верхом. Во многих курганах были погребены мужчины, но в других находились женские скелеты, а рядом с ними лежали богатые погребальные дары и ценное оружие. Эти курганы относятся к той эпохе, когда широко распространился миф об амазонках.
Анализ генетического материала помог уточнить, какого пола были кочевники, погребённые в приволжских курганах. В одном из раскопов археологи собрали более 110 наконечников стрел, а ведь это было женское захоронение. Исследователи сделали вывод, что там похоронена весьма именитая персона. Значит, женщины этого племени шли в бой рядом с воинами-мужчинами, и может быть, даже играли главную роль — были царицами или полководцами.
Каракалпаки, по большей части проживающие в низовьях реки Амударьи, имели много общих культурных черт со своими соседями-кочевниками — казахами, узбеками, ногайцами, башкирами . В то же время каракалпаки ещё в начале XX века сохраняли ряд уникальных культурных явлений, восходящих к наиболее древнему пласту их этногенеза — кругу сако-массагетских племен, обитавших во второй половине 1 тыс. до н. э. — первых веках н. э. в Арало-Каспийском регионе.
Исторические документы свидетельствуют о сильных матриархальных обычаях в управлении массагетских племён и их родов, о значительной роли женщин даже в военном деле массагетов.
Убедительным подтверждением сообщений историков об особой роли женщины в жизни племени является эпическая поэма каракалпаков «Кырк кыз» — «Сорок девушек», повествующая о подвигах дружины девушек-воительниц. Главной героиней поэмы является их предводительница — прекрасная и отважная пятнадцатилетняя Гулаим.
Мотив девицы-богатыря известен в эпосе многих народов, но сюжет о дружине амазонок зафиксирован в Средней Азии только у каракалпаков. Гулаим и её подруги-сверстницы живут на острове в неприступной крепости, где большую часть времени проводят, упражняясь в воинском искусстве. В тяжёлый для родной земли час, когда на неё напал враг, девушки вступают в битву за свободу своего народа и торжествуют победу.
Любопытно, что яркий образ девушки-воина запечатлён у каракалпаков не только в эпических строках, но и в элементах костюма невесты. Его основу составляло длинное платье синего цвета, которое девушки начинали носить в 15-16 лет (как раз в возрасте Гулаим). Платье украшалось обильной вышивкой, получившей название «узор кольчуги». В середине XIX в. платье шили из домотканой хлопчатобумажной материи, а до этого из ткани «торка», изготовленной из волокон кендыря — дикой конопли; эта ткань обладала удивительной прочностью и необыкновенной лёгкостью.
Примечательно, что в языке киргизов, имеющих с каракалпаками много общего, слово «торка» обозначало плотную ткань, непробиваемую для стрел, а значит, вполне подходящую для доспехов. Головной убор невесты — саукеле, состоящий из двух частей, напоминает боевой шлем. Нижняя часть, изготовленная из войлока и простёганной на вате ткани, очень плотная и массивная; она имеет большие наушные лопасти и выступ, закрывающий переносицу, с нашитой на нём большой металлической бляшкой в виде шипа, которая вместе с другими украшениями, обильно покрывающими поверхность убора, довершает сходство саукеле со шлемом.
Такой шлем надевает перед сражением одна из героинь поэмы «Сорок девушек». Верхняя часть саукеле представляет собой металлическую шапочку с плоским верхом, которая, как корона, венчает новобрачную. Сохранение в облике саукеле черт царственного головного убора связано с уподоблением брачующейся пары князю и княгине, имевшим широкое распространение в культуре разных народов.
В историографии древних славян также отразились свидетельства о матриархальной эпохе, которая предшествовала патриархальному укладу. В частности, в «Чешской хронике» Козьмы Пражского, говорится о происхождении древнего чешского замка Девин, который по преданию был опорным пунктом воинственных женщин, не желавших ни в чём уступать мужчинам.. Многие исследователи отмечают, что чешское сказание о княгине Либуше также есть отголосок древних событий, ознаменовавших переход от матриархального уклада к патриархальному.
В древнем ведическом эпосе Махабхарата так же содержатся свидетельства о матриархальной эпохе, когда достоинством женщины была её плодовитость, а вовсе не целомудрие. Одна из героинь эпоса принцесса Кунти получает от мудреца Дурваса в награду за своё доброе сердце волшебную мантру, с помощью которой она может вызвать любого бога и занявшись с ним любовью зачинать чудесных детей-полубогов. Так Кунти родила пятерых братьев Пандавов, одного сына до брака со своим мужем и остальных уже находясь с ним в браке. Позже её сыновья становятся мужьями царицы Драупади, вступая в полиандрический брак, их супруга имеет огромное на них влияние, побуждает начинать войны и заключать мир. В конце эпоса они все вместе с их общей женой отправляются на небеса.